# Áreas protegidas de la República Checa

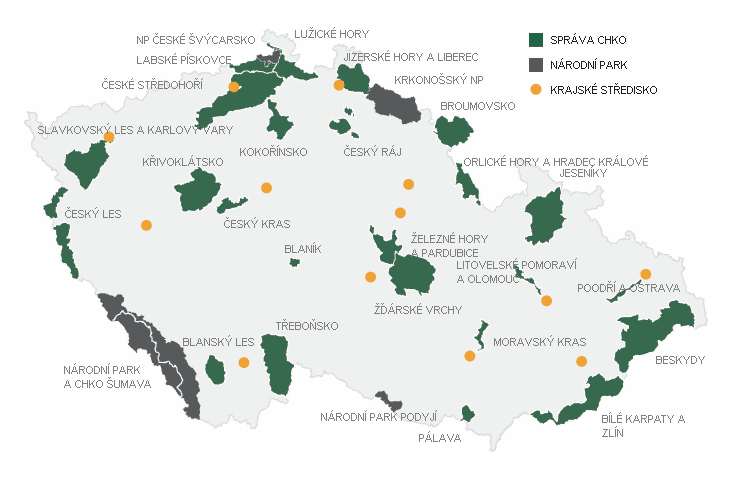
Mapa de áreas protegidas de la República Checa. Parque nacionales en gris y paisajes protegidos en verde.

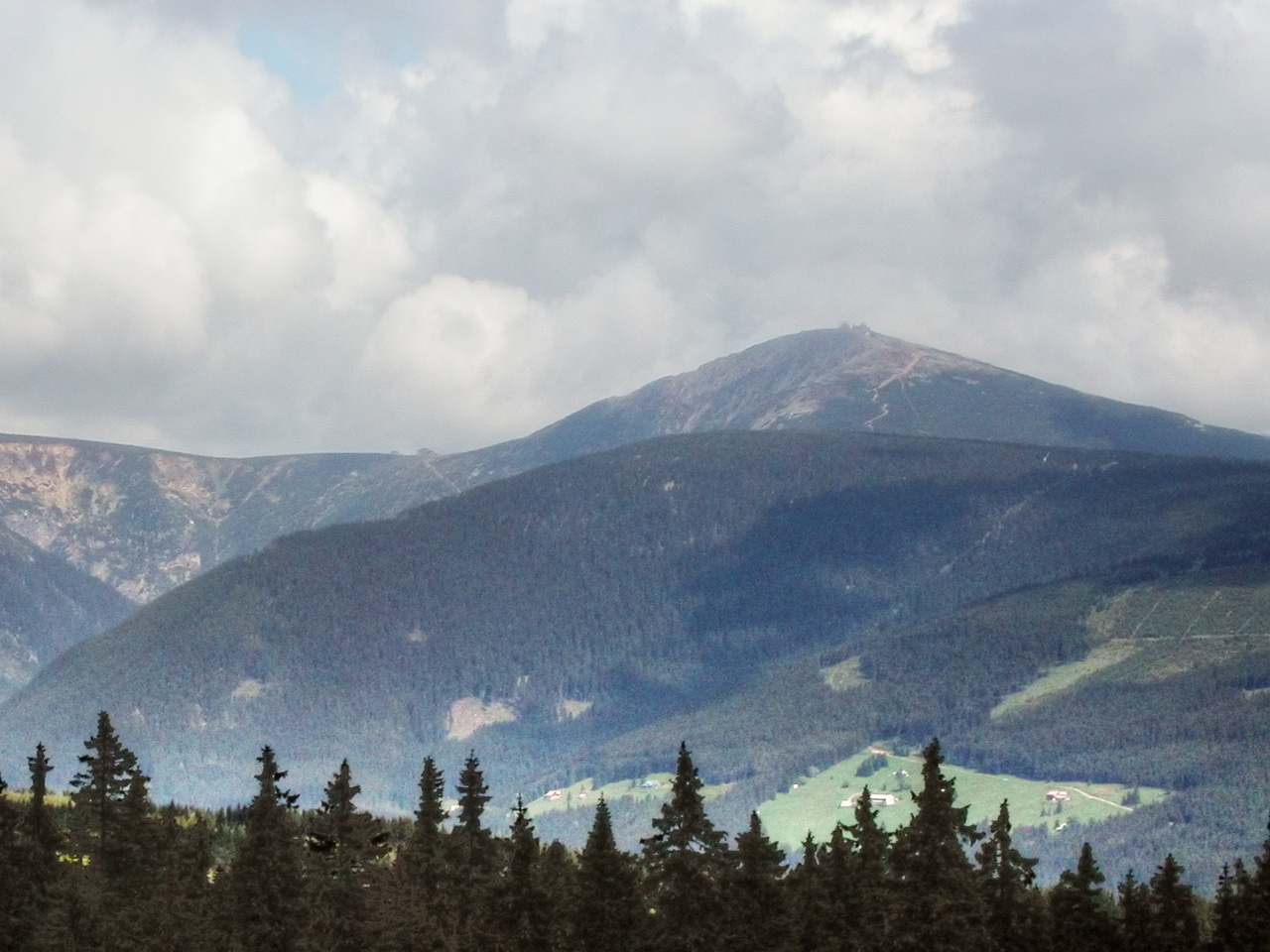
Parque nacional Krkonoše

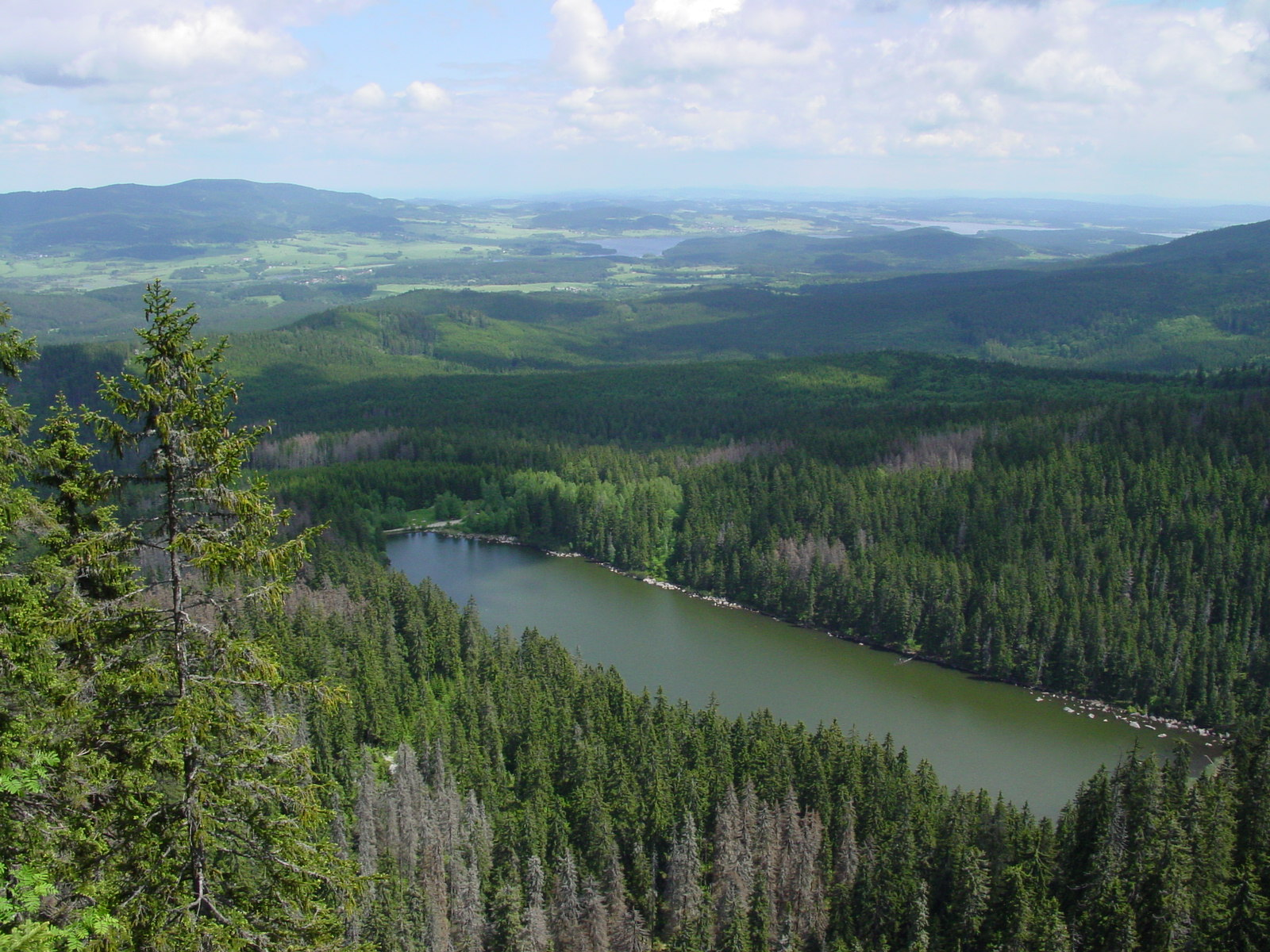
Parque nacional Šumava

Según la IUCN, en 2015 había en la República Checa 3899 áreas protegidas, el 22,17 por ciento del territorio del país, unos 17.273 km2 sobre el total de 77.917 km2. De estas áreas, 4 son parques nacionales, 26 son áreas paisajísticas protegidas, 1589 son monumentos naturales, otros 126 son monumentos naturales nacionales, 818 son reservas naturales, 110 son reservas naturales nacionales y 52 son áreas protegidas por tratado. Como áreas de designación internacional figuran 14 sitios Ramsar y 6 reservas de la biosfera de la Unesco. Además, como áreas de designación regional figuran 90 sitios de importancia comunitaria, 1023 áreas especiales de conservación y 41 áreas de protección especial para las aves.

## Parques nacionales
- Parque nacional Krkonoše
- Parque nacional Podyjí
- Parque nacional Šumava
- Suiza bohemia (Parque nacional České Švýcarsko)

## Reservas de la biosfera de la Unesco

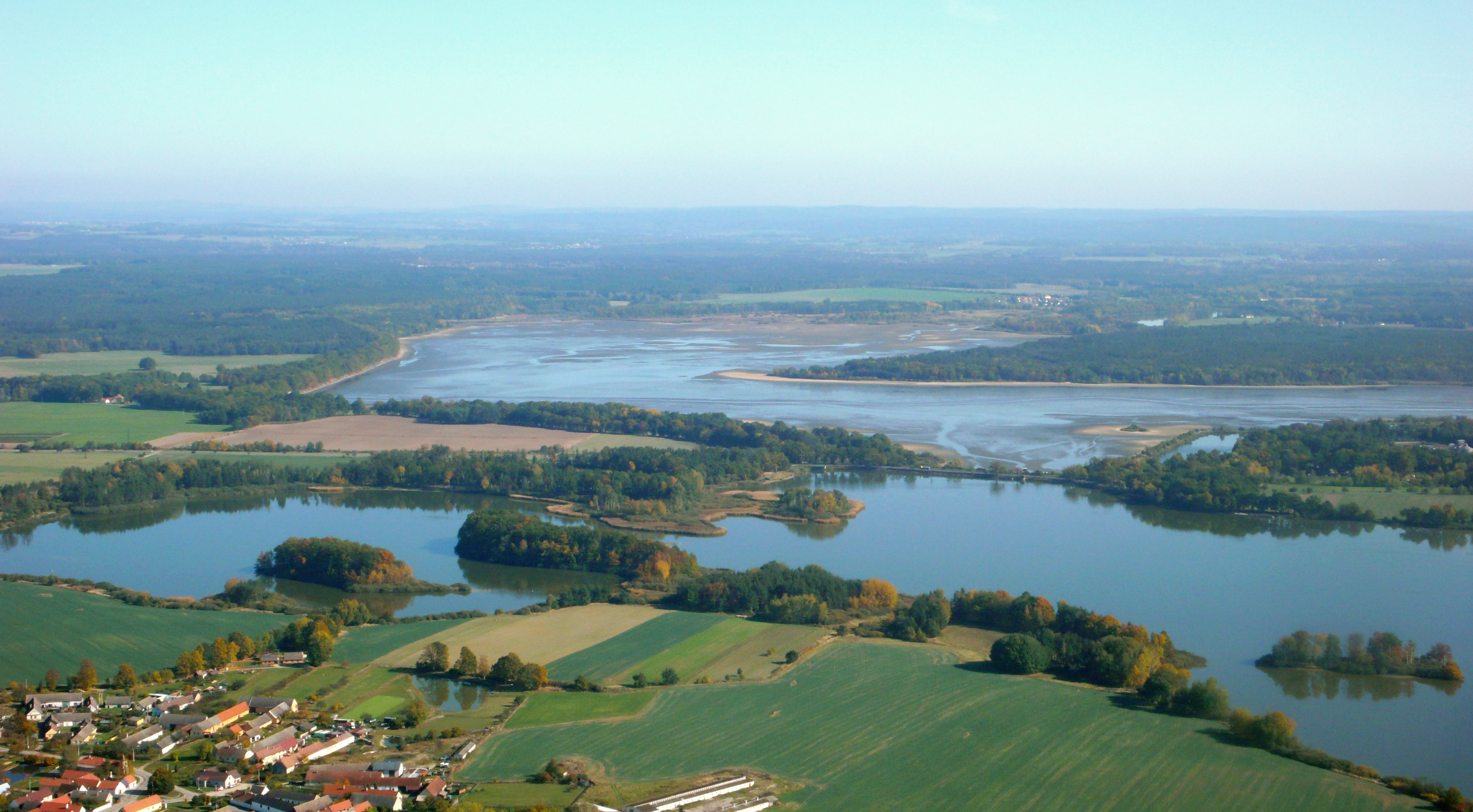
Cuenca de Trebon

- Área paisajística protegida de Křivoklátsko[1]
- Parque nacional Krkonoše[2]Reserva transfronteriza de la biosfera de Krkonoše/Karkonosze[3]
- Parque nacional Šumava[4]

- Bajo Morava, 349,3 km2, desde 1986. Al sur de Moravia, a 35 km al sur de Brno, cerca de la frontera con Austria y Eslovaquia. Las colinas de Pavlov, un paisaje característico al oeste de los Cárpatos, consisten en acantilados calcáreos y abruptas vertientes, cubiertos de estepas, bosques y praderas, aunque la mayor parte ha sido transformado en tierras cultivables y viñedos. El noroeste de la reserva está situado en las llanuras aluviales del río Dyje, afluente del Morava, convertidas en tierra cultivable con humedales y bosques remanentes. El sur y el este son terrenos agrícolas. Unos 80 km2 de bosque aluvial se conservan entre las localidades de Bureclav, Tynec y la confluencia de los ríos Dyje y Morava. La parte central es una depresión ocupada por lagunas artificiales poco profundas. El núcleo coincide con el Área paisajística protegida de Pálava. Además, hay dos sitios Ramsar en la reserva, los estanques de Lednické y la llanura aluvial o humedales del bajo Dyje. En 2003 vivían en la reserva unas 20.000 personas.[5]

- Cárpatos Blancos[6]

- Cuenca de Trebon, 700 km2 dentro del país, en la cuenca poco profunda del río Trebon al sur de Bohemia, cerca de Austria. El nombre viene del pueblo de Třeboň. El área ha sido muy modificada a lo largo de más de ocho siglos. El paisaje, seminatural, comprende 460 estanques artificiales y lagos (entre 0,1 y 500 ha), interconectados por canales, construidos en los siglos XIV y XVI que forman el núcleo de la industria del pescado de Chequia. Los estanques y las turberas que forman el núcleo de la reserva son sitios Ramsar desde 1990 y 1993, las turberas de Třeboňská y los estanques de Třeboňské. El conjunto posee varios tipos de humedales, con cinturones de juncos y carrizales, marismas, bosquetes de sauces y alisos, prados y bosques húmedos, y distintos tipos de turberas. El eje está formado por el río Luznice. El bosque cubre la mitad del territorio. Todo está regulado por presas, diques y canales. Es un área importante para las aves, conocida como Trebonsko o región de Trebon por BirdLife International.[7][8]

## Sitios Ramsar

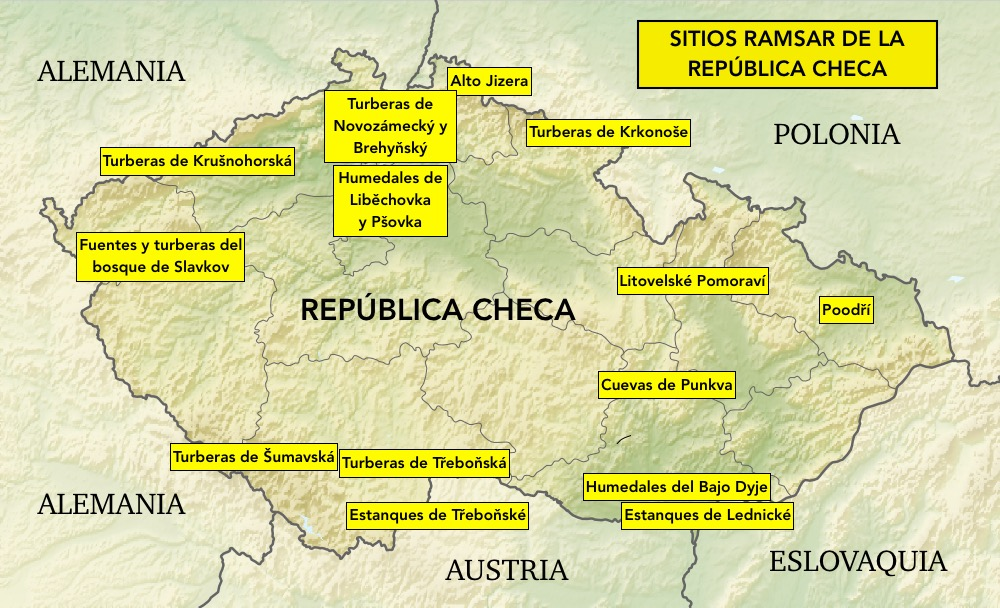
Sitios Ramsar de la República Checa

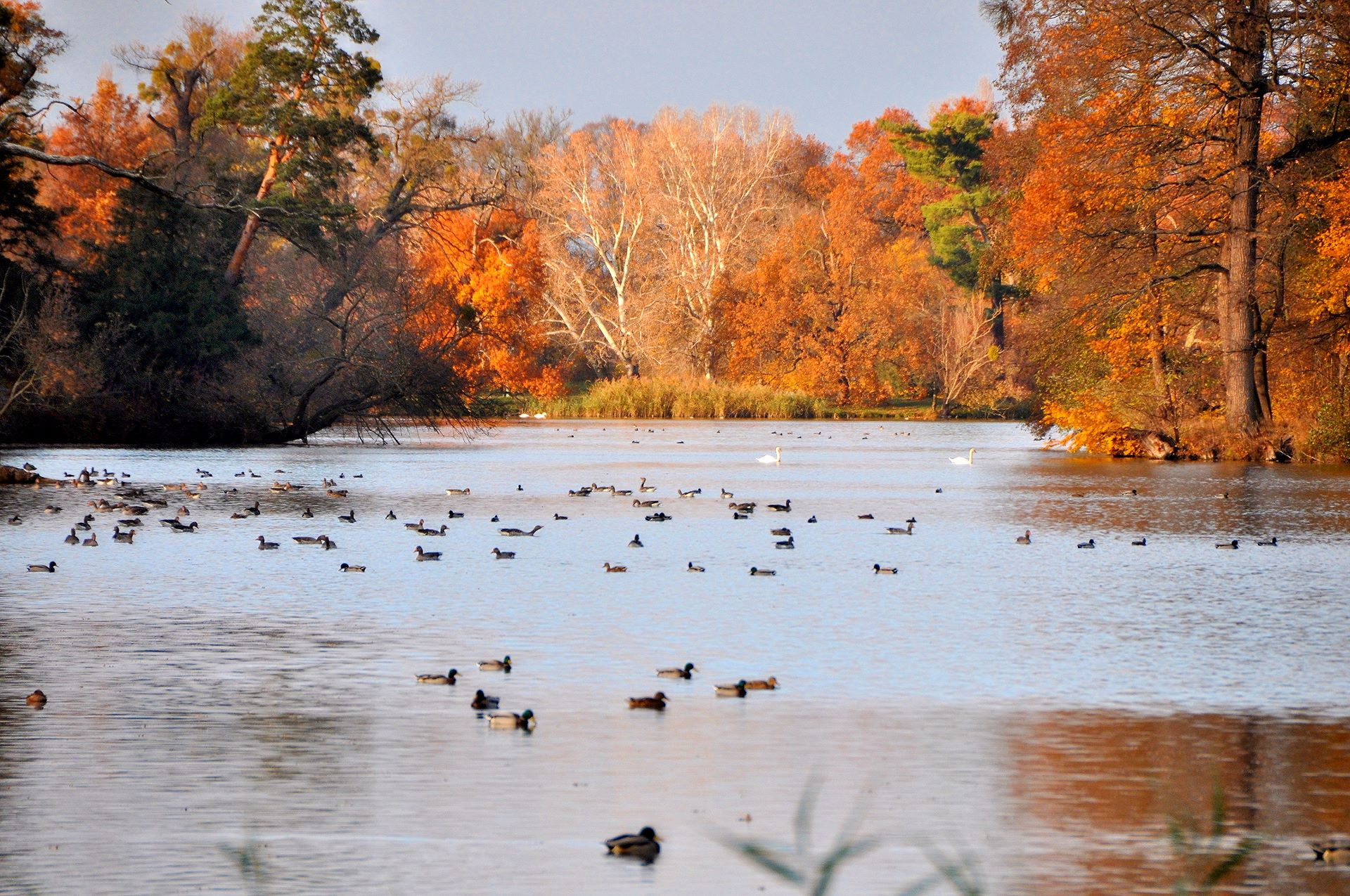
Estanques de Lednické (Lednické rybníky), reserva natural nacional y sitio Ramsar.

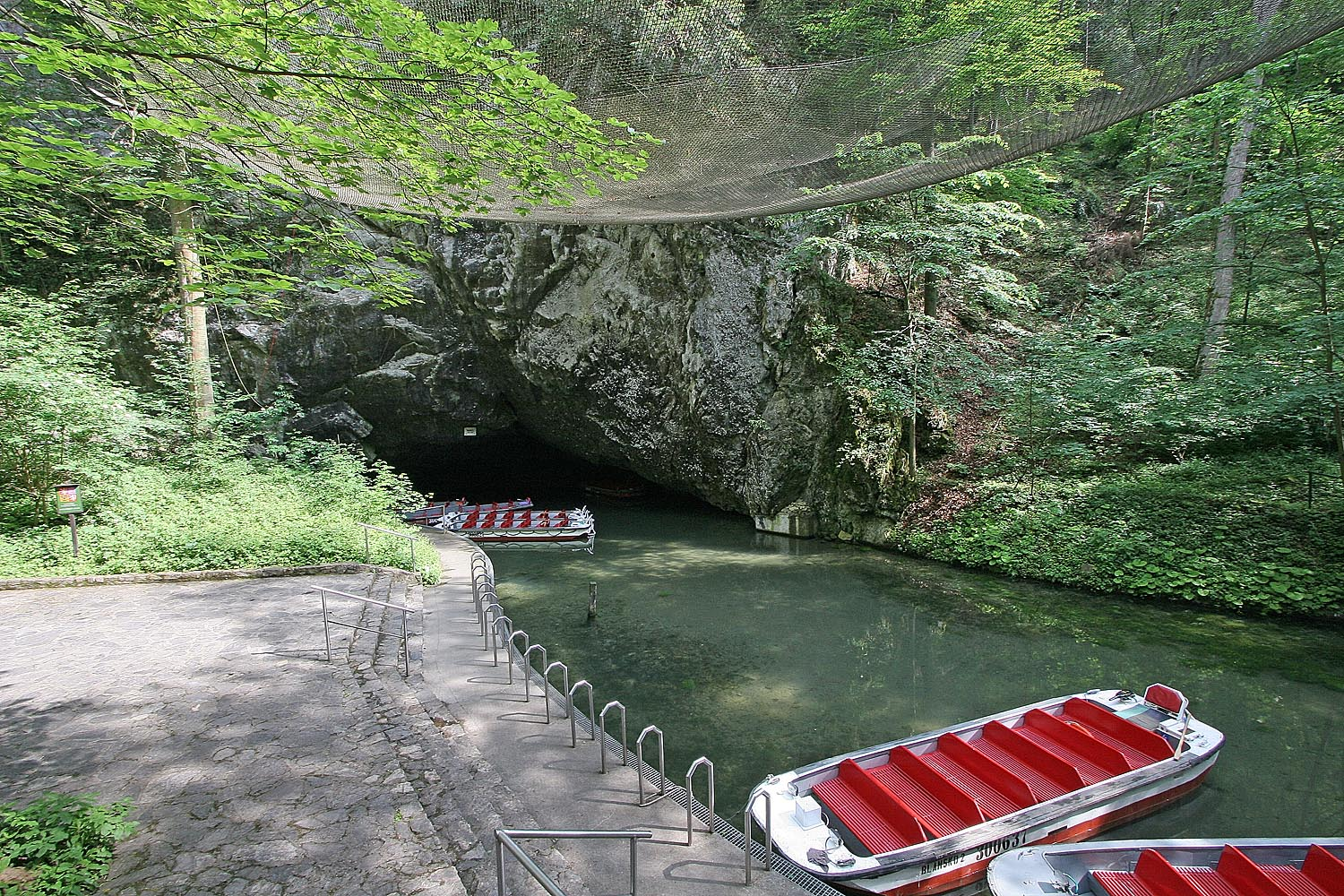
Entrada a las cuevas de Punkva

- Alto Jizera (Horní Jizera) (2.303 hectáreas, 50°50’51”N 015°19’32”E), desde 2012, nº 2074, en la parte central de los montes Jizera, región de Liberec, en la frontera con Polonia. Forma parte de la reserva natural (Rašeliniště Jizerky & Rašeliniště Jizery, complejo de humedales de Jizera de 485 ha), el monumento natural de Na Kneipe; U Posedu y Vlčí louka (pequeñas áreas destacadas) y el Área paisajística protegida de los montes Jizera. Se encuentra en el lecho de inundación del Río Jizera, donde se forman las ciénagas y turberas altas más extensas de la Europa templada.[9]

- Turberas de Krkonoše (Krkonošská rašeliniště), 230 ha ( 50°44'N 15°42'29"E |), desde 1993, nº 637, parte del Parque nacional Krkonoše, en la región de Hradec Králové. Forma parte de la Reserva de la biosfera de la Unesco del Parque nacional Krkonoše y de la Reserva transfronteriza de la biosfera de Krkonoše/Karkonosze. Las turberas, a 1440 m, son subárticas sobre un sustrato de granito con una combinación de elementos alpinos y árticos. Hay musgo, hierbas y pinos enanos con comunidades endémicas. También están en el área de importancia para las aves de las montañas Krkonose o de los Gigantes por BirdLife International.[10][11]

- Turberas de Krušnohorská (Krušnohorská rašeliniště), 112.24 km2 (: 50°31'N 13°10'E), desde 2005, nº 1670. Reserva natural. Comprende unas 30 turberas aisladas rodeadas de cursos de agua y estanques naturales y artificiales, pozas para peces y pequeños embalses en el noroeste del país, cerca de la frontera con Alemania. En los pantanos se encuentran el gallo lira común, el urogallo común y el grévol común. En algunas zonas hay Pinus pseudopumilio y pino negro, con especies de plantas amenazadas como Hamatocaulis vernicosus, Carex chordorrhiza y Drosera anglica. Desde el siglo XVI, se reducen los pantanos, más tarde se extrae la turba y se ve rodeado por la agricultura. Otro problema es la elevada concentración de ciervos, que pisotean la turba y causan eutrofización.[12]

- Estanques de Lednické (Lednické rybníky), 650 ha (48°45'59"N 16°47'E), desde 1990, nº 497, en el distrito de Břeclav, al sur del país. Reserva natural nacional, está en la Rd Natura 2000 y forma parte de la Reserva de la biosfera de la Unesco del Bajo Morava. Tres humedales separados en el lecho del río Dyje, consistente en carrizales, prados húmedos, matorrales y marismas salinas. Destaca por las mariposas y la plantas halófitas. Hay dos estaciones de investigación y solo están protegidos los cuerpos de agua.[13][14]

- Humedales de Liběchovka y Pšovka, 350 ha ( 50°24'59"N 14°30'E), desde 1997, nº 922, en Bohemia. En el centro de Bohemia. Un sistema de pequeños humedales poco profundos con alisos, pantanos repletos de juncos y praderas inundadas en torno a dos arroyos. Los pantanos sobre sustrato calizo poseen numerosas plantas endémicas o en peligro.[15]

- Litovelské Pomoraví, 51,22 km2 ( 49°42'N 17°04'59"E), desde 1993, nº 638, forma parte de Área paisajística protegida de Litovelské Pomoraví (Ribera de Litovel en el río Morava), de 96 km2. En el registro de Montreux desde 1997. Complejo de humedales a lo largo del río Morava, con praderas húmedas, meandros abandonados y estanques.[16]

- Humedales del Bajo Dyje (Mokřady dolního Podyjí), 115 km2 (48°49'59"N 16°45'E), desde 1993, nº 635, en el distrito de Břeclav. En el registro de Montreux desde 2005. Reserva natural, área paisajística protegida y de importancia para las aves. Posee los restos más grandes del centro de Europa de bosque de lecho de río del tipo olmo, con prados, estanques y pozas que en su inicio reseguían cuatro ríos, ahora segmentado por las presas, los canales y la agricultura. Es un importante biocorredor.[17]

- Turberas de Novozámecký y Brehyňský (Novozámecký a Brehyňský rybník), 923 ha (50°37'N 14°33'59"E), desde 1990, nº 496, en el distrito de Česká Lípa. En el registro de Montreux desde 1994. Balsas seminaturales creadas por las represas de los ríos en el valle con cierto control del régimen hídrico. Hay carrizales, praderas húmedas, turberas y bosques húmedos de coníferas. Los cambios de caudal han eliminado la vegetación sumergida.[18]

- Poodří (Lecho del río Oder), 54,5 ha (49°42'N 18°03'E), desde 1993, nº 639, en Ostrava, forma parte del Área paisajística protegida de Poodří, de 81,5 km2. En el registro de Montreux desde 2005. Bosques templados de frondosas y mixtos en el lecho de inundación del río Oder, con balsas y praderas húmedas sujetas a las fluctuaciones del caudal, sin regulación humana. En un corredor de aves migratorias. Dañado por la agricultura y las piscifactorías que eutrofizan las aguas.[19]

- Cuevas de Punkva, 15,71 km2 (49°25'N 16°43'59"E), desde 2004, nº 1413, en Moravia del Sur. Áreas paisajística protegida y reserva natural nacional. Complejo subterráneo de cuevas kársticas por las que cruzan los arroyos que alimentan al río Punkva, al norte de Brno. Destaca la llamada Cueva Amateur, un sistema de 34 km de longitud, lleno de manantiales, pozas y cauces intermitentes. Aquí se encuentra el tritón crestado del norte y los murciélagos Myotis dasycneme y Myotis daubentonii.[20]

- Fuentes y turberas del bosque de Slavkov, 32,23 km2 (50°02'21"N 12°44'05"E), desde 2012, nº 2075, en la región de Karlovy Vary, asimismo Reserva Natural, Área de Paisaje Protegido y sitio Natura 2000 (Zona de Protección Especial-ZPE).[21]

- Turberas de Třeboňská (Třeboňská rašeliniště), 11 km2 (49°00'N 14°48'59"E), desde 1993, nº 636, en Bohemia del Sur. En la Cuenca de Trebon, que es reserva de la biosfera de la Unesco y Área paisajística protegida (Třeboňsko). Turberas de transición separadas, en su mayoría boscosas, sin grandes masas de agua y situadas en cuencas poco profundas alimentadas por aguas artesianas.[22]

- Estanques de Třeboňské (Třeboňské rybníky), 101 km2 (48°37'N 14°48'E), desde 1993, nº 636. Un complejo sistema de 180 estanques artificiales excavados en el lecho de dos ríos, formado por extensos carrizales, bosques de coníferas, praderas húmedas, tierras cultivadas y marismas de agua dulce. Numerosas especies de aves acuáticas anidan aquí, entre ellas una decena de cigüeñas negras, y descansan en la zona unas 20.000 aves. Tiene problemas con la caza de aves, la agricultura y el turismo. En el registro de Montreux desde 1994 por la privatización de una zona, y desde 1997, la cría de peces y la caza han destruido diversas zonas de ribera y aumentado los nutrientes contaminantes.[23]

- Turberas de Šumavská (Šumavská rašeliniště), 63,71 km2 (49°05'N 13°24'59"E), desde 1990, nº 494. Un complejo de turberas separadas, del tipo elevado y de valle, y bosques montanos de coníferas. Hay senderos, aunque gran parte está cerrado al público. Forma parte de la Reserva de la biosfera de la Unesco y del Parque nacional Šumava, de 680 km2.[24]

## Áreas paisajísticas protegidas
| Nombre checo             | Traducción                           | Año       | Área        | Área |
| ------------------------ | ------------------------------------ | --------- | ----------- | ---- |
| Český ráj                | Paraíso Checo                        | 1955      | 181.52 km2  |      |
| Moravský kras            | Karst de Moravia                     | 1956      | 92 km2      |      |
| Šumava                   | Selva de Bohemia                     | 1963      | 944.8 km2   |      |
| Jizerské hory            | Montes Jizera                        | 1968      | 368 km2     |      |
| Jeseníky]]               | Alto Jeseník                         | 1969      | 740 km2     |      |
| Orlické hory             | Montes Orlické                       | 1969      | 200 km2     |      |
| Žďárské vrchy            | Montes de Žďár                       | 1970      | 715 km2     |      |
| Český kras               | Kras checo                           | 1972      | 132 km2     |      |
| Labské pískovce          | Montañas de arenisca del Elba        | 1972      | 245 km2     |      |
| Beskydy                  | Beskides                             | 1973      | 1196.96 km2 |      |
| Slavkovský les           | Bosque de Slavkov                    | 1974      | 640 km2     |      |
| České středohoří         | Montañas Centrales Checas            | 1976      | 1070 km2    |      |
| Kokořínsko – Máchův kraj | Área de Kokořínsko – Región de Mácha | 1976      | 410 km2     |      |
| Lužické hory             | Montes Lusacios                      | 1976      | 350 km2     |      |
| Pálava                   | Pálava                               | 1976      | 70 km2      |      |
| Křivoklátsko             | Křivoklátsko                         | 1978      | 630 km2     |      |
| Třeboňsko                | Cuenca de Trebon                     | 1979      | 700 km2     |      |
| Bílé Karpaty             | Cárpatos Blancos                     | 1980      | 71.5 km2    |      |
| Blaník                   | Blaník                               | 1981      | 40 km2      |      |
| Blanský les              | Bosque de Blanský                    | 1989      | 212.35 km2  |      |
| Litovelské Pomoraví      | Ribera de Litovel en el río Morava   | 1990      | 96 km2      |      |
| Broumovsko               | Broumovsko                           | 1991      | 410 km2     |      |
| Poodří                   | Lecho del río Oder                   | 1991      | 81.5 km2    |      |
| Železné hory             | Montañas de Hierro                   | 1991      | 380 km2     |      |
| Český les                | Český les-Bosque del Alto Palatinado | 2005      | 470 km2     |      |
| Brdy                     | Brdy                                 | 2016      | 345 km2     |      |
| Novohradské hory         | Montes Gratzen                       | pendiente | 219 km2     |      |
| Střední Poohří           | Střední Poohří                       | pendiente | 240 km2     |      |